# Севастопољски институт за нуклеарну енергију и индустрију
Институт за нуклеарну енергију и индустрију Севастопољског државног универзитета обучава специјалисте за нуклеарну енергију и индустрију, системе снабдијевања енергијом, специјалисте за заштиту животне средине, уштеду енергије и рачунарске технологије.
Сада је дио Севастопољског државног универзитета  .

## Историја
Пројекат зграде (палата типа Смолни и Адмиралитет у Санкт Петербургу) развио је почетком прошлог вијека познати петроградски архитекта Александар Александровиć Винсент. Зграда је основана 23. јуна 1915. године. У њему је био смјештен други поморски кадетски корпус за обуку официра руске морнарице, који је требало да обучава сина цара Николаја Другог . На територији Холандског залива од 1924. до 1931. године постојала је школа за поморске пилоте, касније пребачена у Јејск . Након завршетка Великог отаџбинског рата 1951. године, на основу недовршене зграде другог кадетског корпуса маринаца, одлуком совјетске владе и команде Ратне морнарице СССР-а створена је Трећа виша морнаричка инжењерска школа (ВВМИУ).
Од 1954. године школа је почела да обучава машинске инжењере за совјетску подморничку флоту (ВВМИУ ПП - „роњење“).
Од 1964. године школа је преименована у Севастопољску вишу морнаричку инжењерску школу СВВМИУ, која је обучавала стручњаке за совјетску нуклеарну подморничку флоту. Током формирања суверене државе Украјине, у СВВМИУ су се налазили инжењерски факултети Морнаричког института Украјине. У истом периоду формиран је и факултет за обуку специјалиста за нуклеарну индустрију Украјине.
Дана 2. августа 1996. године, уредбом Кабинета министара Украјине број 884, на бази овог факултета основан је Севастопољски институт за нуклеарну енергију и индустрију (СИИаЕиП).
Дана 27. марта 2002. године, указом предсједника Украјине број 305/2002, институт је добио статус „Националног“.
У складу са Указом предсједника Украјине број 2/2005 „О Севастопољском националном институту за нуклеарну енергију и индустрију“ и Наредбом Кабинета министара Украјине од 26. маја број 159-р „О оснивању Севастопољског националног универзитета за нуклеарну енергију и индустрију“, СНИЕиП је реформисан у универзитет – Севастопољски национални универзитет за нуклеарну енергију и индустрију (СНУИаЕиП).
Након припајања Крима Руској Федерацији, Влада Руске Федерације је 8. октобра 2014. године издала наредбу о оснивању града на основу низа образовних организација, укључујући Севастопољски национални универзитет за нуклеарну енергију и индустрију, Севастопољски државни универзитет  . Сходно томе, од 2015. године Севастопољски национални универзитет за нуклеарну енергију и индустрију налази се у саставу Севастопољског државног универзитета  - као Институт за нуклеарну енергију и индустрију  .

## Научна дјелатност
Структура СНУИаЕиП укључује:
- 5 образовних и научних института;

Истраживачке лабораторије (РРЛ):
- Истраживачка лабораторија за примијењену физику и нанотехнологију у енергетици;
- Истраживачка лабораторија за биотехнологију и економски мониторинг;
- Научно-истраживачка лабораторија за нуклеарно-хемијска истраживања и радијационо-технолошку контролу;
- образовни и научни нуклеарни центар „ИаЦ-200".

### Правци истраживања
Главне области истраживања на универзитету, које се спроводе у циљу побољшања развоја горивног и енергетског комплекса Украјине, побољшања квалитета обуке специјалиста и квалификација научног и педагошког особља, су:
- анализа безбједности реакторског постројења НПП;
- проучавање карактеристика активних зона нуклеарних реактора;

- истраживања у области нуклеарне и радијационе безбједности, заштите животне средине, екологије;
- истраживања у области руковања РАВ-ом; разградњу енергетских блокова;
- обезбјеђење пожарне и техничке безбедности нуклеарних електрана;
- развој у области науке о материјалима;
- развој у области водохемијског режима нуклеарних електрана;
- истраживања у области обуке кадрова у НЕК;
- организација управљања (управљања) особљем НЕУ у ванредним ситуацијама;
- истраживања у области физичке заштите, метролошке подршке и електричне безбједности нуклеарних електрана;
- израду програма развоја и функционисања комплекса информационих технологија;
- студије утицаја јонизујућег зрачења на развој националне привреде;
- техничка дијагностика електроенергетске опреме и система енергетских блокова НЕ;
- економски и еколошки аспекти нетрадиционалних извора енергије.

### Научна база
База истраживања укључује:
- истраживачки реактор ИР-100 ;
- склоп подкритичног реактора;
- термофизички штанд;
- опрема истраживачке лабораторије;
- лабораторијска опрема образовних и специјалних одјељења, симулатори научног и образовног института АЕ.

## Материјална база
Ученицима и наставницима је на располагању обимна материјална база, укључујући:
- научно-техничка библиотека;
- компјутерски центар;
- рачунарски кабинети;
- образовне лабораторије опремљене свим потребним за обуку и научни рад.
- Центар за истраживање и технологију мора СевСУ

Реактор за обуку и истраживање ИР-100 и сет локалних симулатора за обуку пружају јединствену прилику за извођење практичних вјежби у условима блиским стварним условима рада опреме предузећа.

## Катедре
- Нуклеарне електране
- Системи надзора и управљања нуклеарним електранама
- Електроенергетски системи нуклеарних електрана
- Обновљиви извори енергије и електрични системи и мреже
- Хемијске технологије и нови материјали
- Радиоекологија и безбједност животне средине
- Постројења парних турбина

## Награде и репутација
Севастопољски национални универзитет за нуклеарну енергију и индустрију заузео је 97. мјесто у рангирању универзитета у Украјини III, ИВ нивоа акредитације „Топ-200 Украјина“ у 2014. години .

## Линкови
- Институт за нуклеарну енергију и индустрију Севастопољског државног универзитета Архивирано на веб-сајту  (21. јул 2016)
- Распоред часова и живот ученика СНУИаЕиП
- Сајт Катедре за примењену физику и нанофизику СНУИаЕиП
- Нуклеарни универзитет демантује гласине о масовном трансферу студената у Украјину
- Севастопољски нуклеарни студенти масовно се пребацују на украјинске универзитете
- Национална гарда Украјине не зна коме је дата заштита нуклеарног реактора у Севастопољу пре повлачења трупа на копно